# Anatoli Reneiski
Anatoli Reneiski (en ruso: Анатолий Ренейский, en bielorruso: Анатоль Рэнейскі; Babruisk, URSS, 6 de marzo de 1968) es un deportista bielorruso que compitió en piragüismo en la modalidad de aguas tranquilas.
Ganó dos medallas en el Campeonato Mundial de Piragüismo, oro en Campeonato Mundial de Piragüismo de 1997 y plata en Campeonato Mundial de Piragüismo de 1998, ambas en la prueba de C4 200 m.

## Palmarés internacional
| Campeonato Mundial | Campeonato Mundial | Campeonato Mundial | Campeonato Mundial |
| Año                | Lugar              | Medalla            | Competición        |
| ------------------ | ------------------ | ------------------ | ------------------ |
| 1997               | Dartmouth (Canadá) | Medalla de oro     | C4 200 m           |
| 1998               | Szeged (Hungría)   | Medalla de plata   | C4 200 m           |